# Malotino
Malotino es un pueblo ubicado en el municipio de Staro Nagoričane, en la región Noreste, Macedonia del Norte.

## Superficie
Posee una superficie de 10,76 kilómetros cuadrados.

## Demografía
Hasta 2021 la población era de 10 habitantes, con una densidad de población de 0,9298 habitantes por kilómetro cuadrado.